# Chi Mận mơ
Chi Mận mơ (danh pháp khoa học: Prunus) là một chi của một số loài (khoảng 200) cây thân gỗ và cây bụi, trong đó có các loài như mận hậu, mơ, đào, anh đào và hạnh đào. Theo truyền thống nó được đặt trong họ Hoa hồng (Rosaceae) như là một phân họ là phân họ Prunoideae (hay Amygdaloideae), nhưng đôi khi được đặt thành một họ riêng của chính nó là Prunaceae (hay Amygdalaceae). Phân loại gần đây của Potter et al. (2007) đặt chi này trong tông Amygdaleae của phân họ Spiraeoideae mở rộng.
Chi này có 430 loài, chúng phân bổ rộng khắp khu vực ôn đới của Bắc Bán cầu. Hoa của chúng thường có màu từ trắng tới hồng, với 5 cánh và 5 đài hoa. Hoa mọc đơn hay thành kiểu các hoa tán với 2–6 hoa hoặc nhiều hơn trên mỗi cành hoa. Quả của mọi loài Prunus là loại quả hạch với "hột" tương đối lớn. Lá đơn và thông thường có hình mũi mác, không thùy và có răng cưa ở mép lá.

## Phân loại
Một số hệ thống phân loại tách chi này ra thành vài chi khác nhau, nhưng sự phân chia như thế ít được công nhận hơn so với sự phân chia ở cấp độ phân chi. ITIS chỉ công nhận một chi duy nhất Prunus, với danh sách các loài được chỉ ra ở hộp bên phải.
- Phân chi Amygdalus: đào và hạnh đào. Các chồi nách lá mọc thành cụm ba (chồi sinh dưỡng ở trung tâm, hai chồi hoa ở bên). Ra hoa vào đầu mùa xuân, không cuống hoặc gần như thế, không ở trên các cành lá. Quả có rãnh khía dọc theo một bên; hạt bị khía sâu. Loài điển hình là Prunus dulcis (hạnh nhân).
- Phân chi Prunus: mận hậu, mận Âu, mơ ta, mơ tây... Các chồi nách lá mọc đơn. Ra hoa vào đầu mùa xuân, có cuống, không ở trên các cành lá. Quả có rãnh khía dọc theo một bên; hạt xù xì. Loài điển hình Prunus domestica (mận).
- Phân chi Cerasus: anh đào. Các chồi nách lá mọc đơn. Ra hoa vào đầu mùa xuân thành ngù, cuống dài, không ở trên các cành lá. Quả không có rãnh khía, hạt nhẵn. Loài điển hình Prunus cerasus (anh đào chua).
- Phân chi Lithocerasus: anh đào lùn. Các chồi nách lá mọc thành cụm ba. Ra hoa vào đầu mùa xuân thành ngù, cuống dài, không ở trên các cành lá. Quả không có rãnh khía; hạt nhẵn. Loài điển hình Prunus pumila (anh đào cát).
- Phân chi Padus: anh đào dại. Các chồi nách lá mọc đơn. Ra hoa vào cuối mùa xuân thành các cành hoa trên các cành lá, cuống ngắn. Quả không có rãnh khía; hạt nhẵn. Loài điển hình Prunus padus (anh đào dại châu Âu).
- Phân chi Laurocerasus: anh đào nguyệt quế. Các chồi nách lá mọc đơn. Ra hoa vào đầu mùa xuân thành các cành hoa, không trên các cành lá, cuống ngắn. Quả không có rãnh khía; hạt trơn. Phần lớn là cây thường xanh (tất cả các phân chi khác là cây sớm rụng lá). Loài điển hình Prunus laurocerasus (anh đào nguyệt quế châu Âu).

## Sử dụng
Chi Prunus bao gồm các loài cây phổ biến như hạnh đào, mơ, anh đào, đào, mận hậu..., tất cả chúng đều có các giống được trồng cho sản xuất quả ở cấp độ thương mại như đào, anh đào, mận, mơ tây..., hoặc hạt. Cũng có một số loài, giống lai và giống được trồng chỉ thuần túy để làm cây cảnh, thông thường là vì vẻ đẹp của hoa, hoặc đôi khi là lá hay thân cây. Chi Prunus bao gồm một số loại hoa truyền thống nối tiếng của vùng Đông Á như anh 樱 (anh đào), mai 梅 (mơ ta), đào 桃, lý 李 (mận), hạnh 杏 (mơ tây)...
Do giá trị đáng kể của chúng trong vai trò của nguồn cung cấp quả và hoa, nhiều loài Prunus đã được đưa vào trồng ở nhiều khu vực không phải là bản địa của chúng. Nhiều loài nguồn gốc Cựu thế giới được trồng làm cảnh hay lấy quả và được trồng rộng khắp thế giới; trong số đó nhiều loài đã hợp thủy thổ và vượt xa ra ngoài khu vực nguồn gốc của chúng. Các loài Prunus bị ấu trùng của nhiều loài côn trùng thuộc bộ Cánh vẩy (Lepidoptera) phá hại - xem Danh sách các loài cánh vảy phá hại chi Prunus.

## Một số loài theo châu lục
Lưu ý: Danh sách này chưa hoàn thiện.

### Cựu thế giới

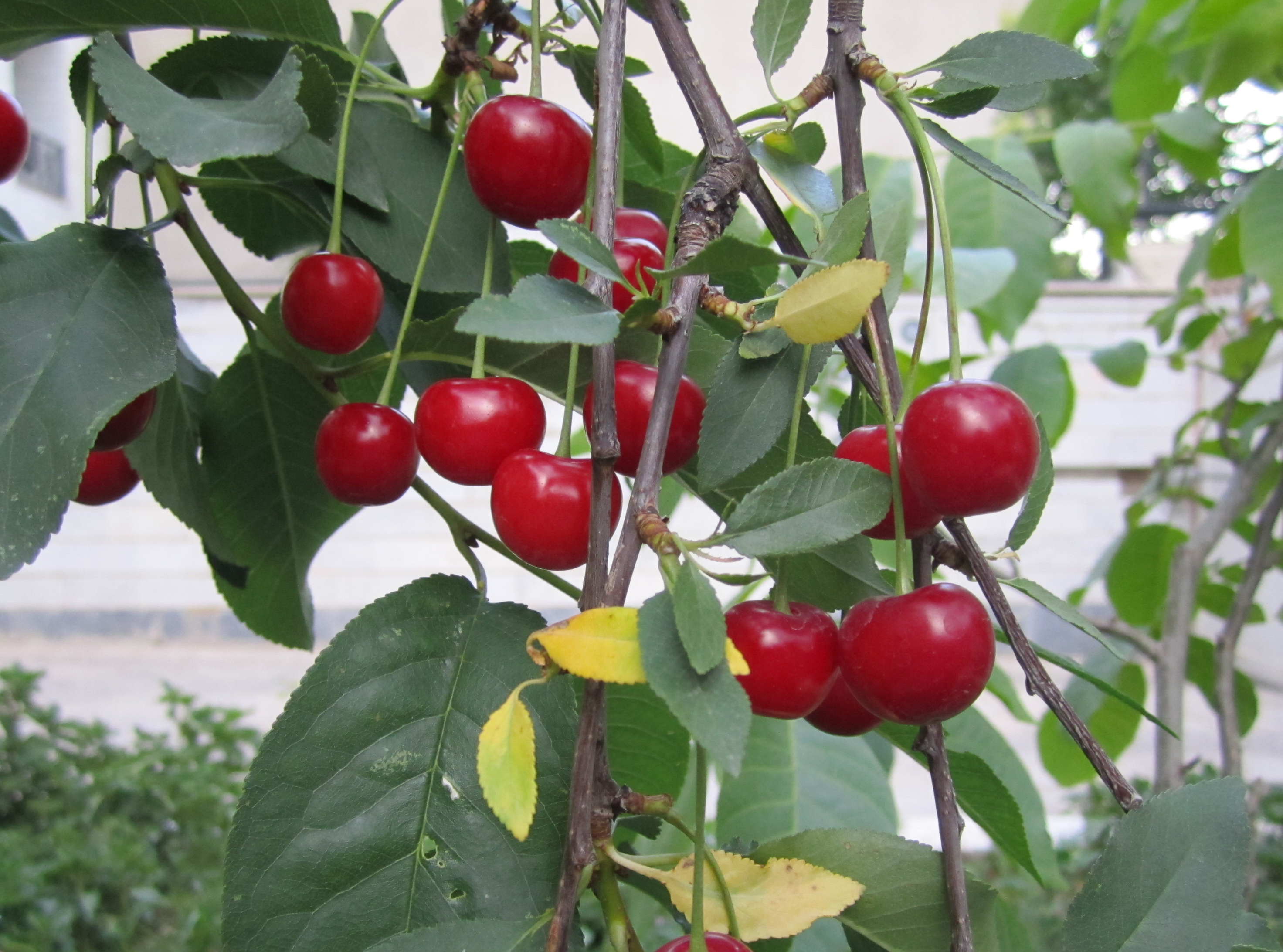
Trái Anh đào

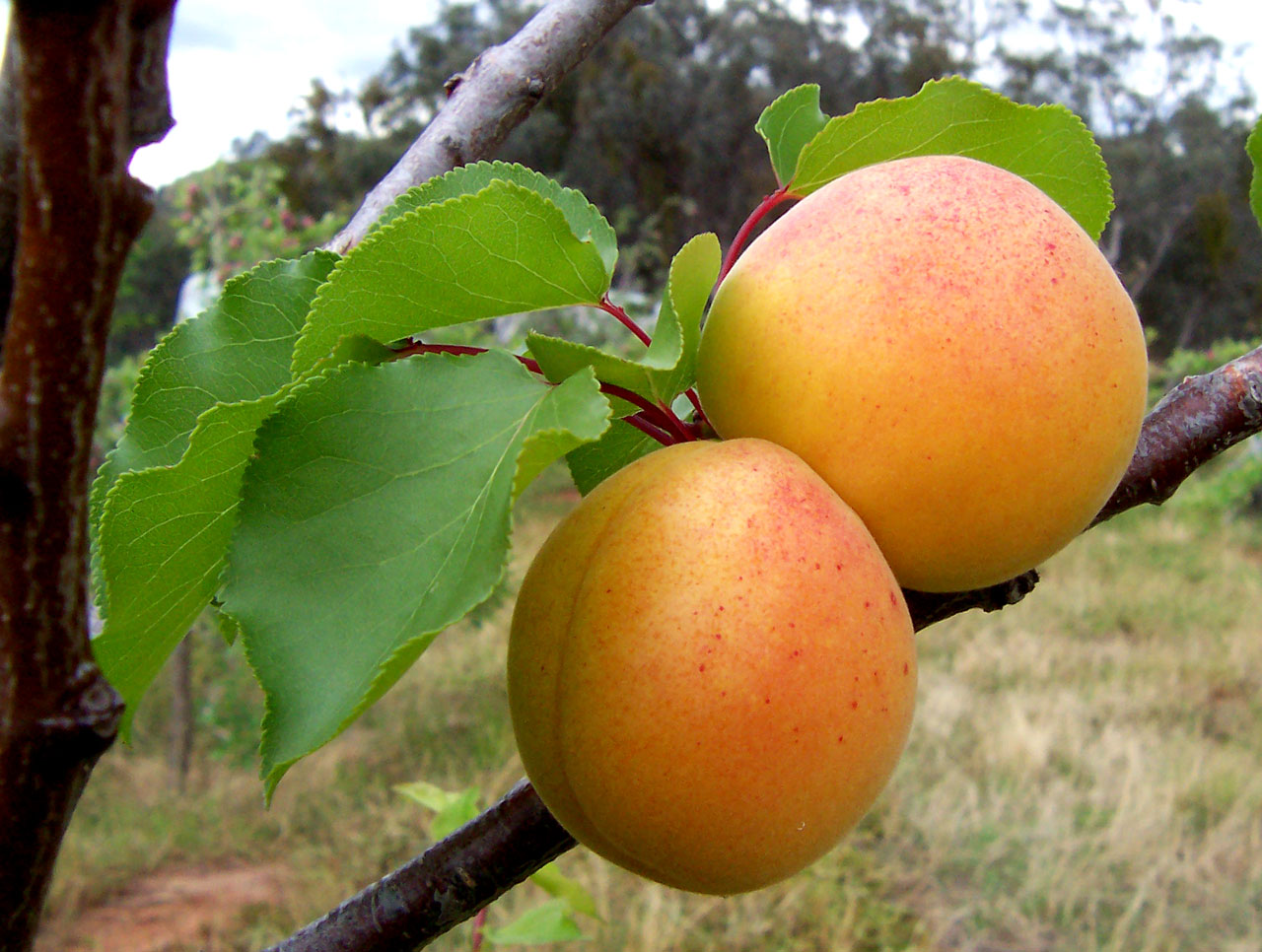
Mơ Armenia

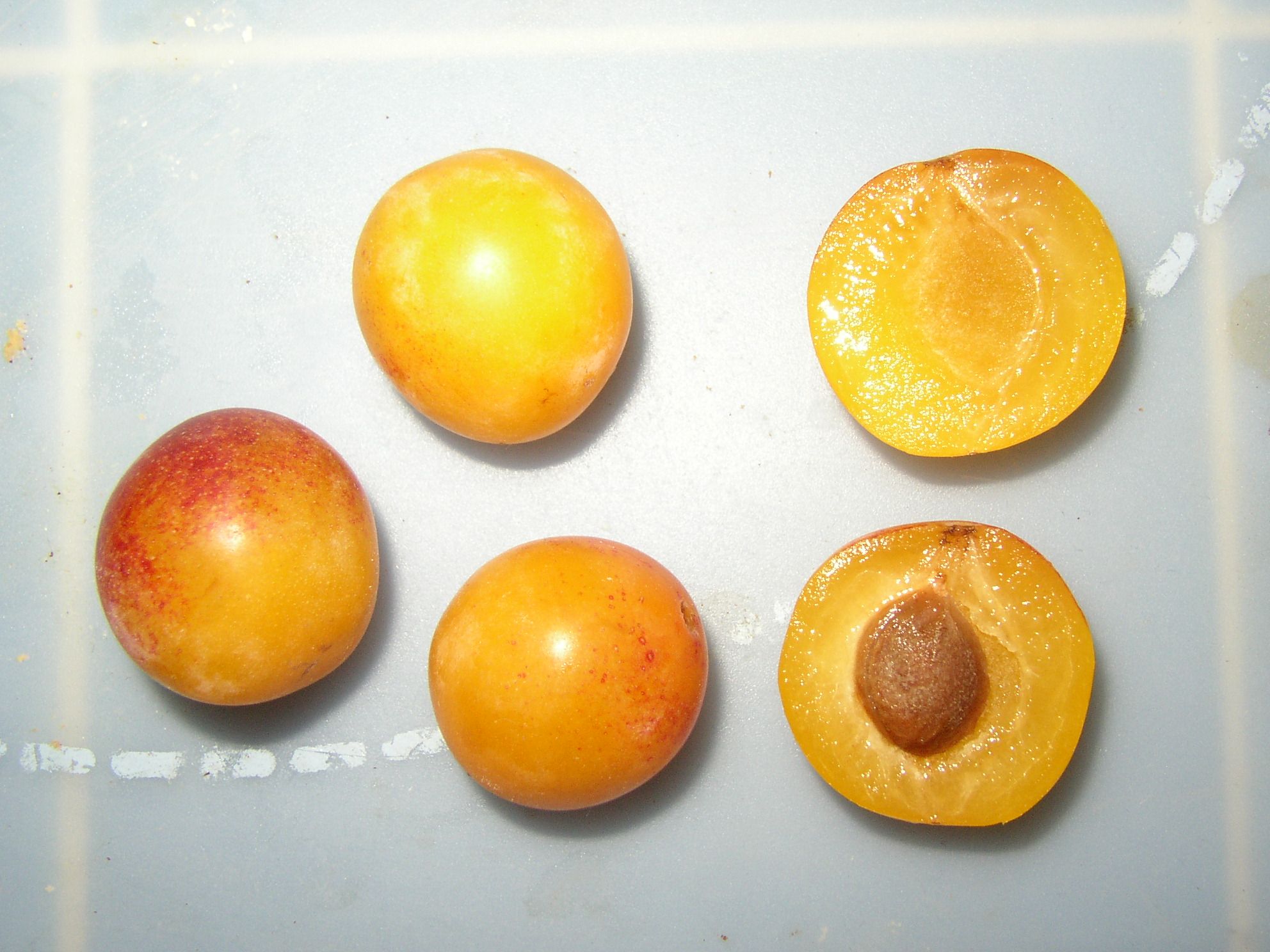
Mận châu Âu mirabelle (Prunus domestica subsp. syriaca)

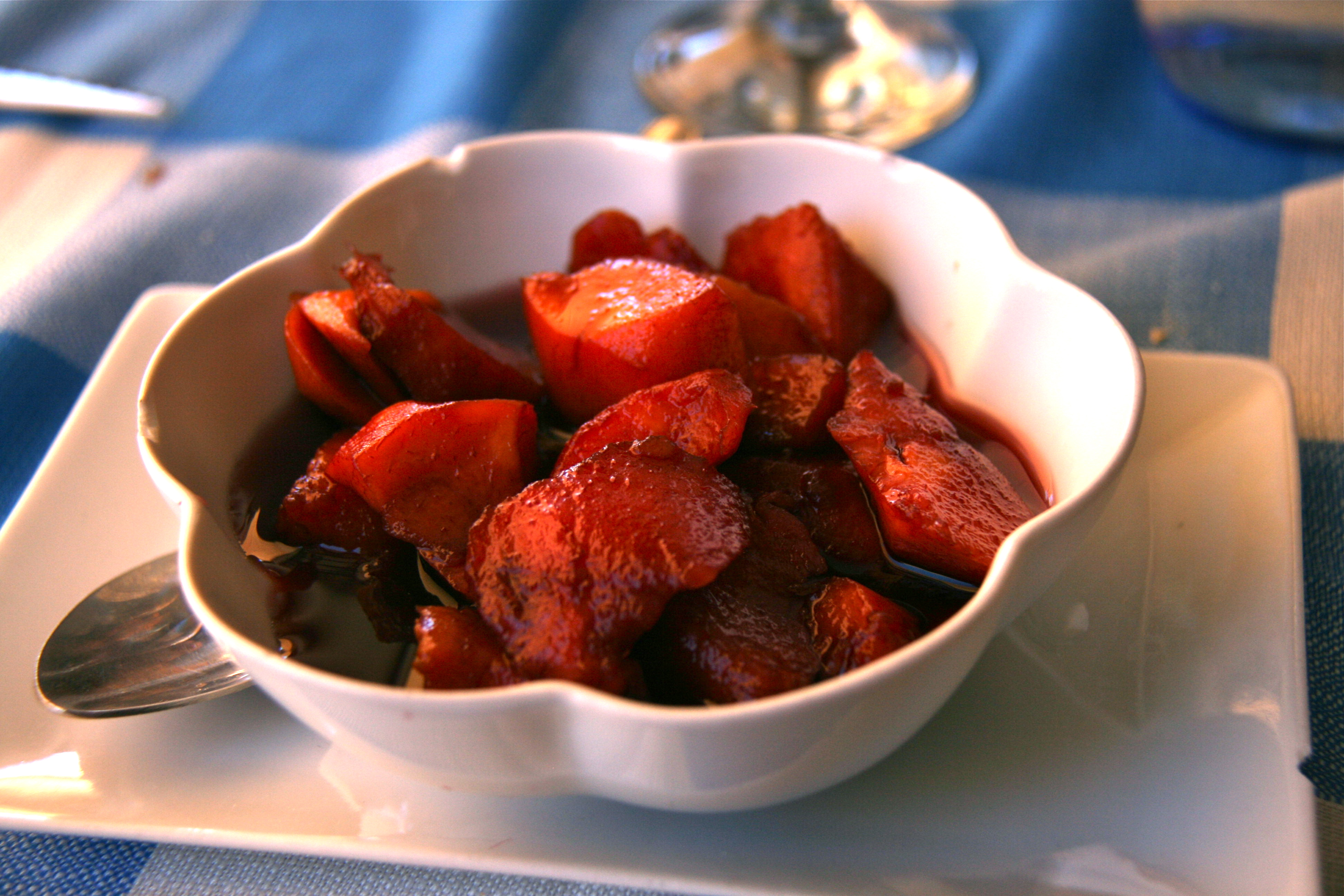
Một món mơ Armenia kho với rượu vang đỏ

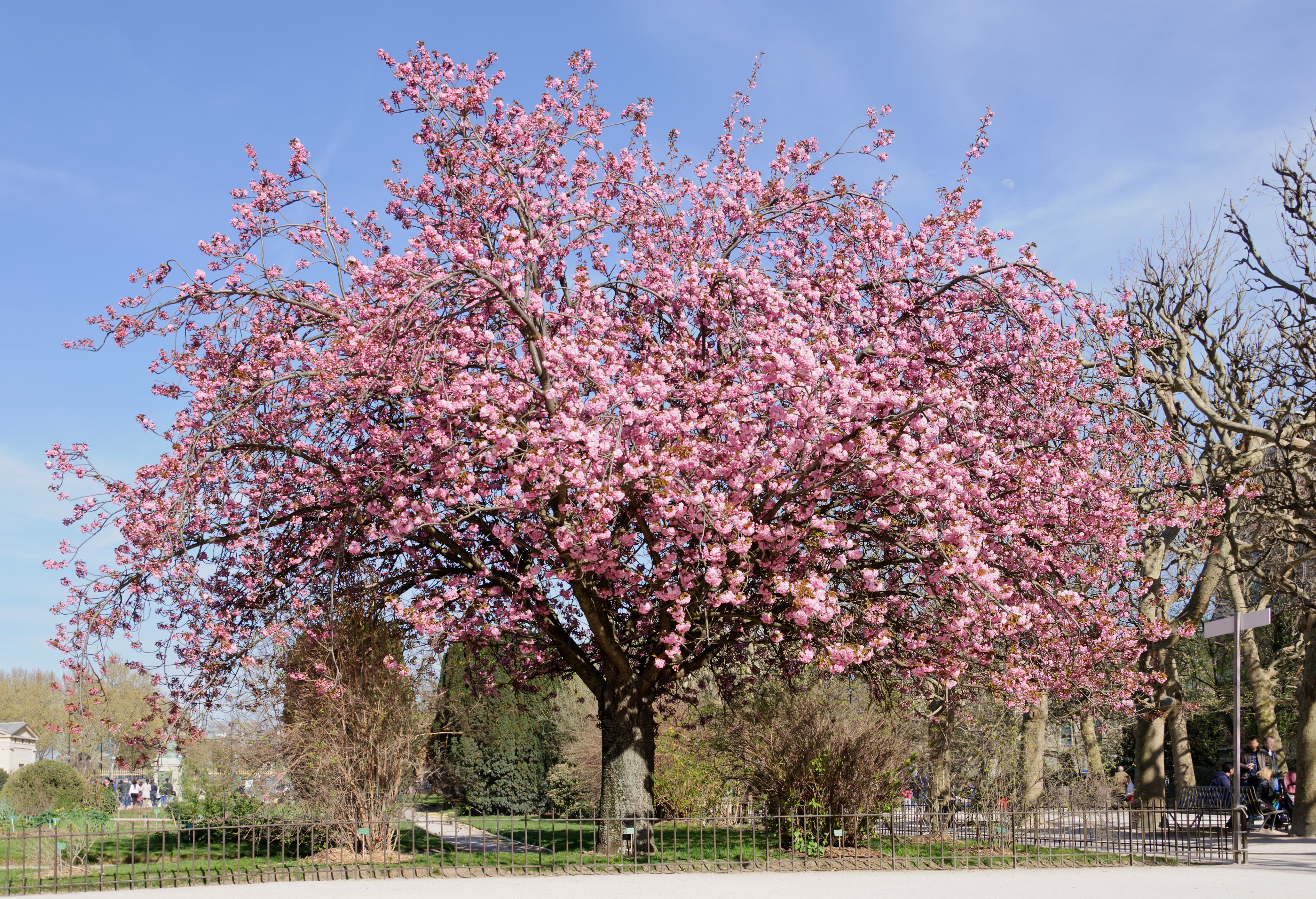
Hoa anh đào (anh đào Nhật Bản)

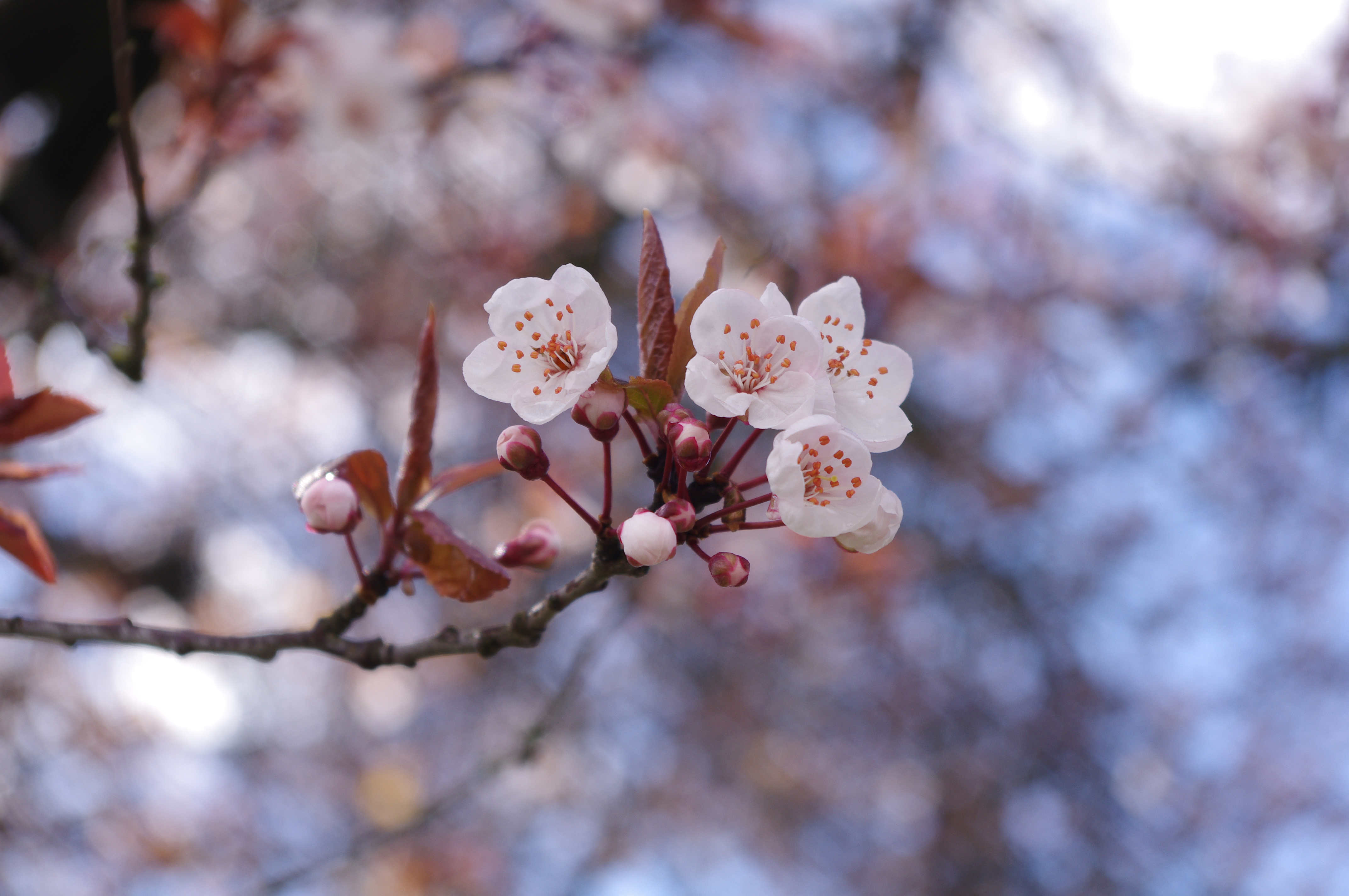
Mận châu Âu Prunus domestica

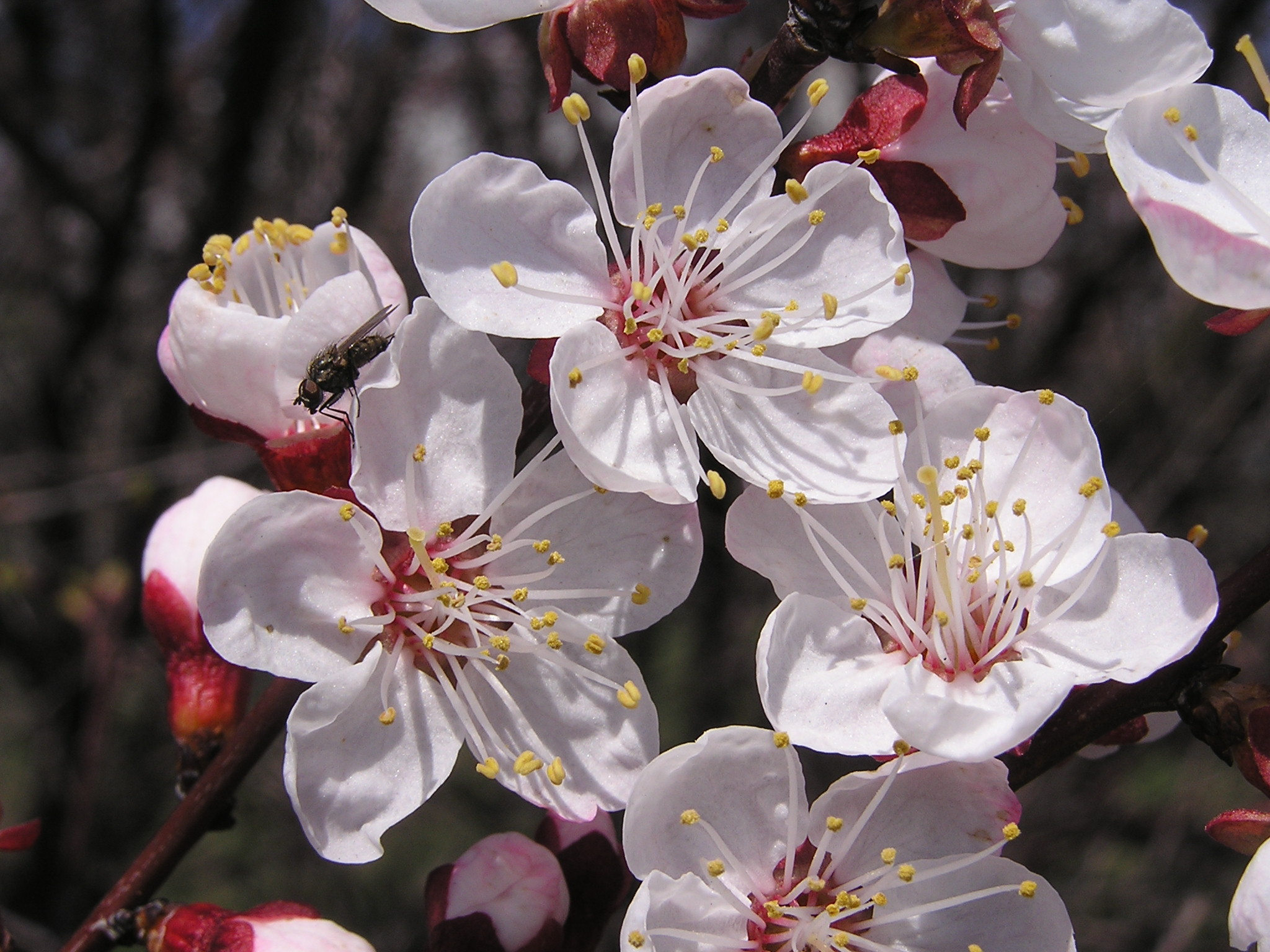
Mơ Armenia Prunus armeniaca

- Prunus africana - anh đào châu Phi. Sinh trưởng ở các khu vực rừng núi của hạ Sahara và Madagascar.
- Prunus armeniaca - Mơ tây (hạnh). Trung Á tới Trung Quốc.
- Prunus avium - anh đào dại, còn gọi là anh đào ngọt, là nguồn gốc của nhiều loại anh đào ăn quả. Sinh trưởng ở châu Âu tới Tây Á.
- Prunus brigantina - mơ Briançon. Đông nam Pháp.
- Prunus campanulata - anh đào hoa chuông. Miền nam Trung Quốc, Đài Loan.
- Prunus canescens - anh đào lá xám. Trung Quốc.
- Prunus cantabridgensis - anh đào Cambridge. Nguồn gốc không rõ, có thể là ở miền đông châu Á và cũng có thể là giống lai.
- Prunus caspica
- Prunus cerasoides - đây là cây anh đào được trồng phổ biến ở Đà Lạt.
- Prunus cerasus - anh đào chua hay anh đào Morello. châu Âu và Tây Nam Á.
- Prunus cerasifera - mận Myrobalan hay mận anh đào. Đông nam châu Âu và tây nam châu Á.
- Prunus cocomilia - mận Naples. Đông nam châu Âu (Italy, Balkan).
- Prunus cornuta - anh đào dại Himalaya. Himalaya.
- Prunus dasycarpa - mơ đen. Có lẽ là giống lai của P. armeniaca x P. cerasifera.
- Prunus davidiana - đào David. Trung Quốc.
- Prunus divaricata
- Prunus domestica - mận châu Âu, mận tía. Được cho là giống lai, có lẽ từ Tây Á và Caucasus.
- Prunus dulcis - hạnh nhân. Đông nam châu Âu, tây nam châu Á.
- Prunus fruticosa - anh đào lùn, anh đào Siberi. Đông nam châu Âu, Bắc Á.
- Prunus grayana - anh đào dại xám. Nhật Bản.
- Prunus incana - anh đào liễu. Tiểu Á, Caucasus.
- Prunus incisa - anh đào Fuji. Nhật Bản.
- Prunus insititia
- Prunus italica
- Prunus jacquemontii - anh đào Afghanistan. Tây bắc Himalaya ở Afghanistan và Pakistan.
- Prunus laurocerasus - anh đào nguyệt quế. Balkan và Tây Á.
- Prunus lusitanica - nguyệt quế Bồ Đào Nha. Iberia.
- Prunus maackii - anh đào Mãn Châu. Đông bắc châu Á.
- Prunus mahaleb - anh đào St Lucie, hay anh đào Mahaleb. châu Âu.
- Prunus mume - mơ ta hay mơ Nhật Bản. Trung Quốc và Nhật Bản.
- Prunus nipponica - anh đào núi cao Nhật Bản. Nhật Bản.
- Prunus padus - anh đào dại. miền bắc đại lục Á-Âu.
- Prunus persica - đào, nguồn gốc không chắc chắn, có lẽ từ Tây Á.
- Prunus prostrata - anh đào trườn hay anh đào núi khu vực Địa Trung Hải và Tây Á.
- Prunus ramburii
- Prunus salicina - mận hậu. Bắc Việt Nam, Trung Quốc, Nhật Bản.
- Prunus sargentii - anh đào Sargent. miền bắc Nhật Bản.
- Prunus serrula - anh đào Tây Tạng. Miền tây Trung Quốc tới Trung Á.
- Prunus serrulata - anh đào Nhật Bản (Sakura). Đông Á.
- Prunus sibirica - mơ Siberi. Đông bắc châu Á.
- Prunus simonii - mận mơ. miền bắc Trung Quốc.
- Prunus sogdiana
- Prunus speciosa - anh đào Oshima. Các đảo Oshima & Izu của Nhật Bản.
- Prunus spinosa - mận gai. châu Âu, Bắc Phi, Tây Á.
- Prunus subhirtella - nguồn gốc không chắc chắn, có lẽ từ Đông Á.
- Prunus tenella - hạnh lùn Nga. Khu vực biển Đen.
- Prunus tomentosa - anh đào lông. Tây nam Trung Quốc, Himalaya.
- Prunus ussuriensis
- Prunus ursina
- Prunus yedoensis - anh đào Yoshino. Nhật Bản, có thể có nguồn gốc là cây lai giống.

### Bắc Mỹ
- Prunus allegheniensis - mận Allegheny. Trong dãy núi Appalachian.
- Prunus americana - mận Mỹ. Phần lớn ở Hoa Kỳ về phía đông của Đại Bình nguyên (Great Plains) và miền cực nam Canada.
- Prunus andersonii - đào sa mạc. Tây nam Hoa Kỳ.
- Prunus angustifolia - mận Chickasaw. Đông nam Hoa Kỳ.
- Prunus besseyi - anh đào cát phương tây. Đại bình nguyên & và đông dãy núi Rocky.
- Prunus caroliniana - anh đào nguyệt quế Carolina. Đông nam Hoa Kỳ.
- Prunus emarginata - anh đào đắng. Từ British Columbia tới Oregon.
- Prunus hortulana - mận Hortulan. Chủ yếu ở Missouri và Illinois cũng như khu vực xung quanh.
- Prunus ilicifolia. anh đào lá nhựa ruồi. California.
- Prunus maritima - mận bờ biển. Đông bắc bờ biển Đại Tây Dương.
- Prunus mexicana - mận cây lớn. Đông nam Đại bình nguyên.
- Prunus munsoniana - mận ngỗng trời. Chủ yếu ở Missouri và miền đông Kansas và các khu vực xung quanh.
- Prunus nigra - mận Canada. Miền cực đông nam Canada về phía tây tới Manitoba và miền cực đông bắc Hoa Kỳ.
- Prunus pensylvanica - anh đào ghim. Nửa miền nam Canada và miền cực bắc Hoa Kỳ.
- Prunus pumila - anh đào cát. Đông nam, trung-nam Canada và miền bắc Hoa Kỳ về phía tây tới Wyoming.
- Prunus serotina - anh đào đen. Miền cực đông nam Canada và phần lớn miền đông Hoa Kỳ ở Đại bình nguyên, cũng thấy ở Arizona và Guatemala.
- Prunus subcordata - mận Oregon. Oregon, California.
- Prunus virginiana - anh đào dại. Miền nam Canada và phần lớn miền đông Hoa Kỳ, ngoại trừ phần cực nam.